# Polizeipräsidium Unterfranken
 (juin 2025).
Si vous disposez d'ouvrages ou d'articles de référence ou si vous connaissez des sites web de qualité traitant du thème abordé ici, merci de compléter l'article en donnant les références utiles à sa vérifiabilité et en les liant à la section « Notes et références ».
 (juin 2025).
Le contenu est difficilement compréhensible vu les erreurs de traduction, qui sont peut-être dues à l'utilisation d'un logiciel de traduction automatique.
Le Polizeipräsidium Unterfranken est une division de la Polizei Bayern (police du Land de Bavière) pour le district de Basse-Franconie. Il relève directement du ministère bavarois de l'Intérieur.
2 567 policiers (dont 577 femmes) travaillent dans la zone du præsidium, dont 383 policiers travaillent pour la police criminelle en Basse-Franconie. La zone de responsabilité est de 8 532 km2 avec environ 1,34 million d'habitants. Les fonctionnaires sont soutenus par 409 employés, dont la plupart travaillent dans la dactylographie, l'informatique et la logistique, et dans 27 villes et communes de Basse-Franconie par un total de 114 membres de l'agence de sécurité.
Depuis juin 2025 le Polizeipräsidium Unterfranken dispose d'un nouveau centre d'entrainement à Wurtzbourg.

## Divisions subordonnées
- Région Mainfranken
  - Polizeiinspektion Wurtzbourg-ville (autrefois partagé entre Wurtzbourg-Est et Wurtzbourg-Ouest)
  - Polizeiinspektion Wurtzbourg-arrondissement
  - Polizeiinspektion Karlstadt (arrondissement de Main-Spessart)
  - Polizeiinspektion Kitzingen (arrondissement de Kitzingen)
  - Polizeiinspektion Lohr am Main (arrondissement de Main-Spessart)
  - Polizeiinspektion Marktheidenfeld (arrondissement de Main-Spessart)
  - Polizeiinspektion Ochsenfurt (arrondissement de Wurzbourg)
  - Polizeistation Gemünden am Main (arrondissement de Main-Spessart)
  - Kriminalpolizeiinspektion mit Zentralaufgaben (KPI-Z) Unterfranken à Wurzbourg
  - Kriminalpolizeiinspektion à Wurzbourg
  - Verkehrspolizeiinspektion à Wurzbourg-Biebelried

- Région Bas Main bavarois
  - Polizeiinspektion Aschaffenburg
  - Polizeiinspektion Alzenau
  - Polizeiinspektion Miltenberg
  - Polizeiinspektion Obernburg
  - Kriminalpolizeiinspektion Aschaffenburg
  - Verkehrspolizeiinspektion Aschaffenburg-Hösbach

- Région Main-Rhön
  - Polizeiinspektion Schweinfurt
  - Polizeiinspektion Bad Brückenau
  - Polizeiinspektion Bad Kissingen
  - Polizeiinspektion Bad Neustadt an der Saale
  - Polizeiinspektion Ebern
  - Polizeiinspektion Gerolzhofen
  - Polizeiinspektion Hammelburg
  - Polizeiinspektion Haßfurt
  - Polizeiinspektion Mellrichstadt
  - Polizeistation Bad Königshofen
  - Kriminalpolizeiinspektion Schweinfurt
  - Verkehrspolizeiinspektion Schweinfurt-Werneck